# Amt Uecker-Randow-Tal
La comunità amministrativa di Uecker-Randow-Tal (Amt Uecker-Randow-Tal) si trova nel circondario di Pomerania Anteriore-Greifswald nel Meclemburgo-Pomerania Anteriore, in Germania.

## Suddivisione
Comprende 13 comuni (abitanti il 31 dicembre 2022):
1. Brietzig (185), frazioni: Starkshof
2. Fahrenwalde (277), frazioni: Bröllin, Friedrichshof e Karlsruh
3. Groß Luckow (200)
4. Jatznick (2 208), frazioni:  Belling, Blumenhagen, Groß Spiegelberg, Klein Luckow, Sandförde, Waldeshöhe e Wilhelmsthal
5. Koblentz (222), frazioni:  Breitenstein und Peterswalde
6. Krugsdorf (483), frazioni:  Rothenburg
7. Nieden (162)
8. Papendorf (208)
9. Polzow (261), frazioni:  Roggow e Neu Polzow
10. Rollwitz (887), frazioni:  Damerow, Schmarsow, Schmarsow-Ausbau e Züsedom
11. Schönwalde (410), frazioni:  Dargitz, Sandkrug und Stolzenburg
12. Viereck (996), frazioni:  Alt-Stallberg, Borken, Marienthal, Neuenkrug, Riesenbrück e Uhlenkrug
13. Zerrenthin (475)

Il capoluogo è Pasewalk, esterna al territorio della comunità amministrativa.